# Großer Preis von Malaysia 2016
Der Große Preis von Malaysia 2016 (offiziell 2016 Formula One Petronas Malaysia Grand Prix) fand am 2. Oktober auf dem Sepang International Circuit in Sepang statt und war das 16. Rennen der Formel-1-Weltmeisterschaft 2016.

## Bericht

### Hintergründe
Nach dem Großen Preis von Singapur führte Nico Rosberg in der Fahrerwertung mit acht Punkten vor Lewis Hamilton und mit 94 Punkten vor Daniel Ricciardo. In der Konstrukteurswertung führte Mercedes mit 222 Punkten vor Red Bull und mit 237 Punkten vor Ferrari.
Beim Großen Preis von Malaysia stellte Pirelli den Fahrern die Reifenmischungen P Zero Hard (orange), P Zero Medium (weiß) und P Zero Soft (gelb) sowie für Nässe Cinturato Intermediates (grün) und Cinturato Full-Wets (blau) zur Verfügung.
Im Vorfeld des Rennens wurden im Vergleich zum Vorjahr deutliche Veränderungen an der Strecke vorgenommen. Kurve zwei, Kurve drei, Kurve vier, Kurve fünf, Kurve sechs, Kurve neun, Kurve 12 und Kurve 13 wurden jeweils an der Außenseite überhöht, um so verschiedene Fahrlinien und in der Folge Überholmanöver auf der Außenseite zu ermöglichen. Die Innenseite von Kurve 15 wurde um einen Meter erhöht, sodass sie nun statt zwei Prozent positiv vier Prozent negativ überhöht ist. Damit sollte Regenwasser besser ablaufen und so die Bildung von Wasserpfützen auf der Kurveninnenseite verhindert werden. Die Streckenlänge blieb trotz dieser zahlreichen Maßnahmen unverändert. Außerdem wurde die komplette Strecke neu asphaltiert.
Die DRS-Zonen blieben im Vergleich zum Vorjahr unverändert. Die erste Zone befand sich auf der Gegengeraden und begann 104 Meter nach Kurve 14. Der Messpunkt für diese Zone befand sich 54 Meter nach Kurve zwölf. Die zweite DRS-Zone befand sich auf der direkt anschließend folgenden Start-Ziel-Geraden und begann 28 Meter hinter Kurve 15. Im Gegensatz zu den Vorjahren gab es für die zweite DRS-Zone keinen eigenen Messpunkt, sondern es wurde der Messpunkt der ersten DRS-Zone verwendet. So konnte es vorkommen, dass nach einem Überholmanöver in der ersten Zone der dann vorne liegende Pilot in der zweiten Zone das DRS erneut verwenden durfte.
Felipe Nasr (sechs), Esteban Gutiérrez, Daniil Kwjat, Kimi Räikkönen (jeweils fünf), Valtteri Bottas, Rosberg, Pascal Wehrlein (jeweils vier), Sergio Pérez, Max Verstappen (jeweils drei), Fernando Alonso, Marcus Ericsson, Romain Grosjean, Nico Hülkenberg, Esteban Ocon, Jolyon Palmer und Sebastian Vettel (jeweils zwei) gingen mit Strafpunkten ins Rennwochenende.
McLaren setzte bei diesem Grand Prix erstmals eine weiterentwickelte Antriebseinheit ein. Der Motorblock wurde leichter und zuverlässiger, außerdem wurde der Auspuff überarbeitet. Hierfür verwendete Honda zwei der drei noch zur Verfügung stehenden Token. Allerdings nutzte nur Alonso diese Antriebseinheit im freien Training, Button bestritt das gesamte Rennwochenende mit der alten Version, die am Samstag auch wieder bei Alonso eingebaut wurde.
Mit Vettel (viermal), Alonso (dreimal), Räikkönen (zweimal), Jenson Button und Hamilton (jeweils einmal) traten fünf ehemalige Sieger zu diesem Grand Prix an.
Als Rennkommissare fungierten Steve Chopping (AUS), James Leong Weng Hoong (MAS), Tim Mayer (USA) und Derek Warwick (GBR).

### Training
Rosberg fuhr im ersten freien Training in 1:35,227 Minuten die Bestzeit vor Hamilton und Räikkönen. Damit fuhr Rosberg mehr als vier Sekunden schneller als die beste Rundenzeit im Vorjahr, die er selbst damals im dritten freien Training gefahren war. Das Training musste für rund 25 Minuten unterbrochen werden, nachdem der Renault von Kevin Magnussen wegen eines Benzinlecks in der Boxengasse Feuer gefangen hatte.
Im zweiten freien Training fuhr Hamilton mit einer Rundenzeit von 1:34,944 Minuten die Bestzeit vor Rosberg und Vettel.
Im dritten freien Training war Hamilton in 1:34,434 Minuten Schnellster vor Verstappen und Rosberg.

### Qualifying
Das Qualifying bestand aus drei Teilen mit einer Nettolaufzeit von 45 Minuten. Im ersten Qualifying-Segment (Q1) hatten die Fahrer 18 Minuten Zeit, um sich für das Rennen zu qualifizieren. Alle Fahrer, die im ersten Abschnitt eine Zeit erzielten, die maximal 107 Prozent der schnellsten Rundenzeit betrug, qualifizierten sich für den Grand Prix. Die besten 16 Fahrer erreichten den nächsten Teil. Hamilton war Schnellster. Alonso, die Manor-Fahrer, Palmer und die Sauber-Piloten schieden aus.
Der zweite Abschnitt (Q2) dauerte 15 Minuten. Die schnellsten zehn Piloten qualifizierten sich für den dritten Teil des Qualifyings. Hamilton war erneut Schnellster. Die Toro Rosso-Piloten, Magnussen, beide Haas-Fahrer und Bottas schieden aus.
Der finale Abschnitt (Q3) ging über eine Zeit von zwölf Minuten, in denen die ersten zehn Startpositionen vergeben wurden. Hamilton fuhr mit einer Rundenzeit von 1:32,850 Minuten die Bestzeit vor Rosberg und Verstappen. Es war die 57. Pole-Position für Hamilton, davon die achte der Saison.
Alonso wurde für die Verwendung des achten Verbrennungsmotors, des achten und neunten Exemplars von Turbolader und MGU-H sowie des siebten Exemplars von Energiespeicher und Kontrollelektronik um insgesamt 45 Startplätze nach hinten versetzt.

### Rennen
Beim Start kollidierte Vettel in Kurve eins mit Rosberg, was dazu führte, dass Rosberg ans Ende der Feldes fiel, während Vettel dabei seine vordere linke Aufhängung beschädigte und aufgeben musste.

In der achten Runde drehte sich Grosjean aufgrund eines erneuten Bremsversagens im Kiesbett und beendete sein Rennen vorzeitig. In Führung liegend erlitt Hamilton dann in der 41. Runde einen Motorschaden und schied ebenfalls aus. Auch Gutiérrez schied aus, als sich in der Schlussphase des Rennens sein linkes Vorderrad vom Auto löste.

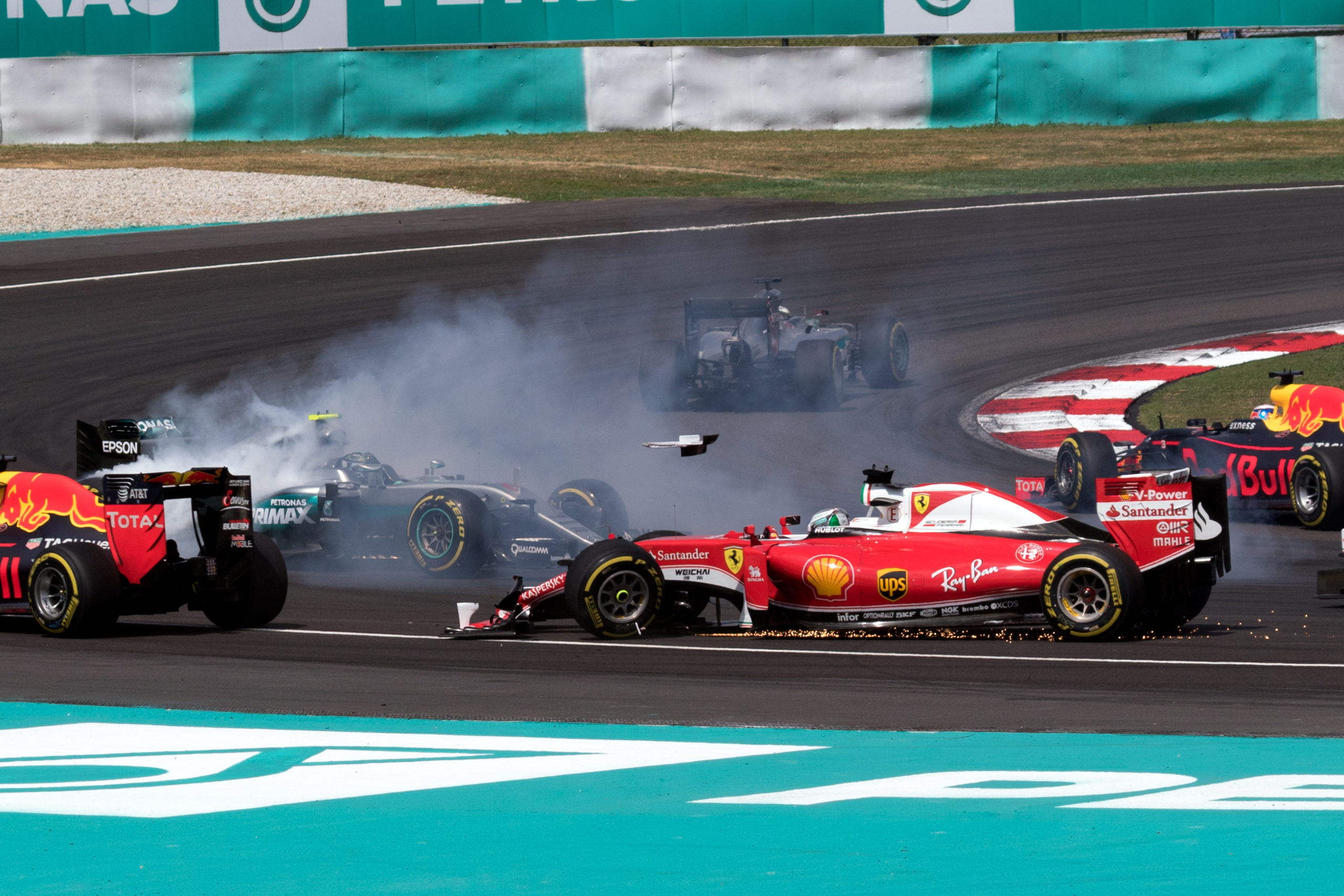
Erste Runde: Hamilton in Führung, im Vordergrund Vettel und Rosberg nach der Kollision. Für Vettel ist das Rennen beendet

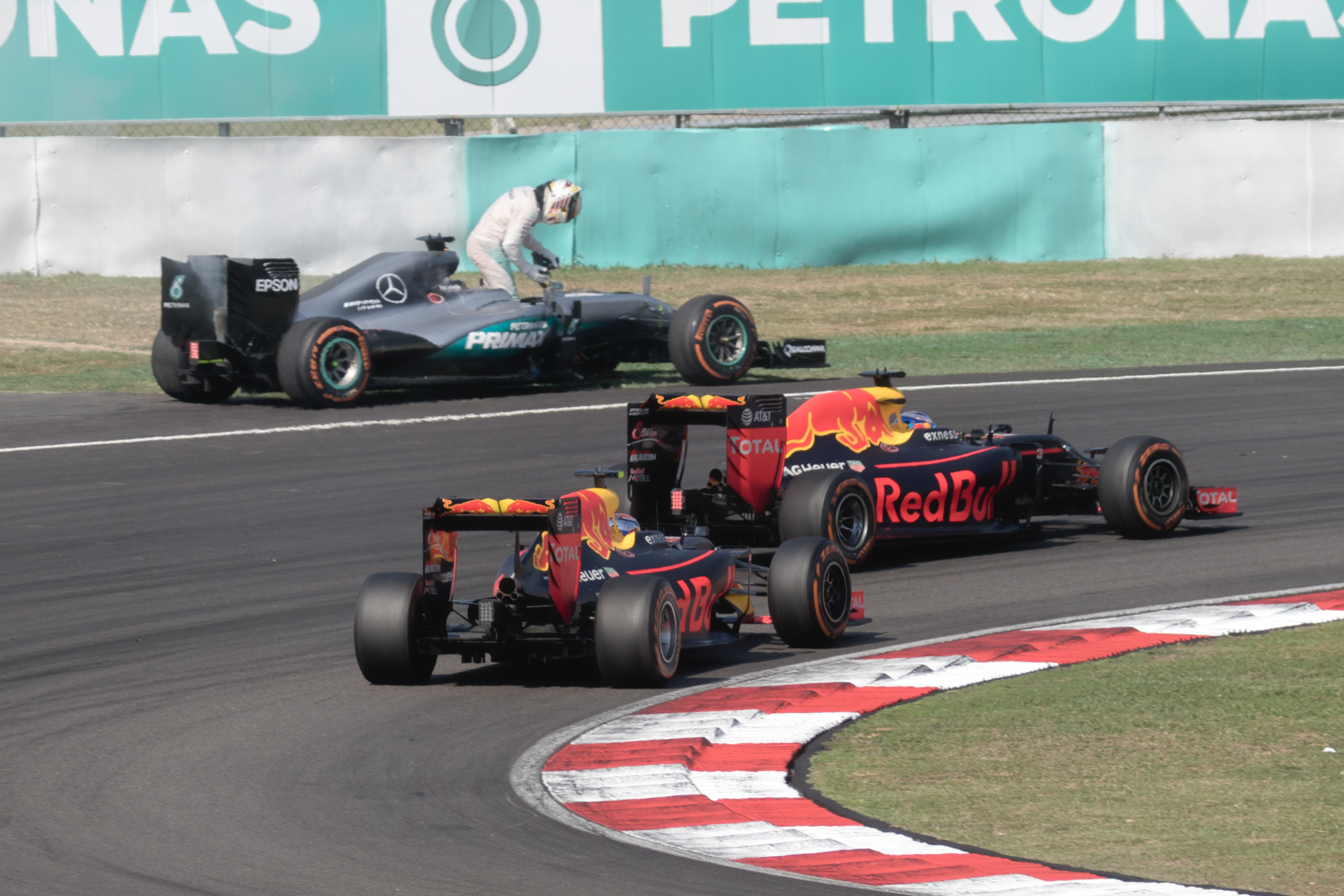
Hamilton steigt nach einem Motorschaden aus seinem Fahrzeug aus, Ricciardo und Verstappen fahren vorbei und übernehmen die Führung

Ricciardo, der nach dem Ausfall von Hamilton die Führung übernahm, gewann das Rennen vor Verstappen und Rosberg. Es war Ricciardos vierter Sieg in der Formel-1-Weltmeisterschaft und der erste seit dem Großen Preis von Belgien 2014. Für Red Bull war es der erste Doppelsieg seit dem Großen Preis von Brasilien 2013. Verstappen erzielte die fünfte und Rosberg die elfte Podestplatzierung der Saison. Die restlichen Punkteplatzierungen erzielten Räikkönen, Bottas, Pérez, Alonso, Hülkenberg, Button und Palmer. Palmer erzielte damit den ersten Punkt in seiner Formel-1-Karriere. Für das nächste Rennen in Japan wurde Vettel eine Strafe von drei Startplätzen auferlegt für die Kollision mit Rosberg.
In der Fahrerwertung und der Konstrukteurswertung blieben die ersten drei Positionen unverändert.

## Meldeliste
| Team                          | Nr. | Fahrer            | Chassis                | Motor                       | Reifen |
| ----------------------------- | --- | ----------------- | ---------------------- | --------------------------- | ------ |
| Mercedes AMG Petronas F1 Team | 44  | Lewis Hamilton    | Mercedes F1 W07 Hybrid | Mercedes-Benz PU106C Hybrid | P      |
| Mercedes AMG Petronas F1 Team | 06  | Nico Rosberg      | Mercedes F1 W07 Hybrid | Mercedes-Benz PU106C Hybrid | P      |
| Scuderia Ferrari              | 05  | Sebastian Vettel  | Ferrari SF16-H         | Ferrari 059/5               | P      |
| Scuderia Ferrari              | 07  | Kimi Räikkönen    | Ferrari SF16-H         | Ferrari 059/5               | P      |
| Williams Martini Racing       | 19  | Felipe Massa      | Williams FW38          | Mercedes-Benz PU106C Hybrid | P      |
| Williams Martini Racing       | 77  | Valtteri Bottas   | Williams FW38          | Mercedes-Benz PU106C Hybrid | P      |
| Red Bull Racing               | 03  | Daniel Ricciardo  | Red Bull RB12          | TAG Heuer                   | P      |
| Red Bull Racing               | 33  | Max Verstappen    | Red Bull RB12          | TAG Heuer                   | P      |
| Sahara Force India F1 Team    | 27  | Nico Hülkenberg   | Force India VJM09      | Mercedes-Benz PU106C Hybrid | P      |
| Sahara Force India F1 Team    | 11  | Sergio Pérez      | Force India VJM09      | Mercedes-Benz PU106C Hybrid | P      |
| Renault Sport F1 Team         | 20  | Kevin Magnussen   | Renault R.S.16         | Renault Energy F1 2016      | P      |
| Renault Sport F1 Team         | 30  | Jolyon Palmer     | Renault R.S.16         | Renault Energy F1 2016      | P      |
| Scuderia Toro Rosso           | 26  | Daniil Kwjat      | Toro Rosso STR11       | Ferrari 059/4               | P      |
| Scuderia Toro Rosso           | 55  | Carlos Sainz jr.  | Toro Rosso STR11       | Ferrari 059/4               | P      |
| Sauber F1 Team                | 09  | Marcus Ericsson   | Sauber C35             | Ferrari 059/5               | P      |
| Sauber F1 Team                | 12  | Felipe Nasr       | Sauber C35             | Ferrari 059/5               | P      |
| McLaren Honda                 | 14  | Fernando Alonso   | McLaren MP4-31         | Honda RA616H                | P      |
| McLaren Honda                 | 22  | Jenson Button     | McLaren MP4-31         | Honda RA616H                | P      |
| Manor Racing MRT              | 94  | Pascal Wehrlein   | Manor MRT05            | Mercedes-Benz PU106C Hybrid | P      |
| Manor Racing MRT              | 31  | Esteban Ocon      | Manor MRT05            | Mercedes-Benz PU106C Hybrid | P      |
| Haas F1 Team                  | 08  | Romain Grosjean   | Haas VF-16             | Ferrari 059/5               | P      |
| Haas F1 Team                  | 21  | Esteban Gutiérrez | Haas VF-16             | Ferrari 059/5               | P      |

## Klassifikationen

### Qualifying
| Pos.                                                                      | Fahrer            | Konstrukteur         | Q1       | Q2       | Q3       | Start |
| ------------------------------------------------------------------------- | ----------------- | -------------------- | -------- | -------- | -------- | ----- |
| 01                                                                        | Lewis Hamilton    | Mercedes             | 1:34,444 | 1:33,046 | 1:32,850 | 01    |
| 02                                                                        | Nico Rosberg      | Mercedes             | 1:34,460 | 1:33,609 | 1:33,264 | 02    |
| 03                                                                        | Max Verstappen    | Red Bull-TAG Heuer   | 1:35,443 | 1:33,775 | 1:33,420 | 03    |
| 04                                                                        | Daniel Ricciardo  | Red Bull-TAG Heuer   | 1:35,079 | 1:33,888 | 1:33,467 | 04    |
| 05                                                                        | Sebastian Vettel  | Ferrari              | 1:34,557 | 1:33,972 | 1:33,584 | 05    |
| 06                                                                        | Kimi Räikkönen    | Ferrari              | 1:34,556 | 1:33,903 | 1:33,632 | 06    |
| 07                                                                        | Sergio Pérez      | Force India-Mercedes | 1:35,068 | 1:34,538 | 1:34,319 | 07    |
| 08                                                                        | Nico Hülkenberg   | Force India-Mercedes | 1:34,827 | 1:34,441 | 1:34,489 | 08    |
| 09                                                                        | Jenson Button     | McLaren-Honda        | 1:35,267 | 1:34,431 | 1:34,518 | 09    |
| 10                                                                        | Felipe Massa      | Williams-Mercedes    | 1:35,267 | 1:34,422 | 1:34,671 | 10    |
| 11                                                                        | Valtteri Bottas   | Williams-Mercedes    | 1:35,166 | 1:34,577 | –        | 11    |
| 12                                                                        | Romain Grosjean   | Haas-Ferrari         | 1:35,400 | 1:35,001 | –        | 12    |
| 13                                                                        | Esteban Gutiérrez | Haas-Ferrari         | 1:35,658 | 1:35,097 | –        | 13    |
| 14                                                                        | Kevin Magnussen   | Renault              | 1:34,593 | 1:35,277 | –        | 14    |
| 15                                                                        | Daniil Kwjat      | Toro Rosso-Ferrari   | 1:35,695 | 1:35,369 | –        | 15    |
| 16                                                                        | Carlos Sainz jr.  | Toro Rosso-Ferrari   | 1:35,605 | 1:35,374 | –        | 16    |
| 17                                                                        | Marcus Ericsson   | Sauber-Ferrari       | 1:35,816 | –        | –        | 17    |
| 18                                                                        | Felipe Nasr       | Sauber-Ferrari       | 1:35,949 | –        | –        | 18    |
| 19                                                                        | Jolyon Palmer     | Renault              | 1:35,999 | –        | –        | 19    |
| 20                                                                        | Esteban Ocon      | Manor-Mercedes       | 1:36,451 | –        | –        | 20    |
| 21                                                                        | Pascal Wehrlein   | Manor-Mercedes       | 1:36,587 | –        | –        | 21    |
| 22                                                                        | Fernando Alonso   | McLaren-Honda        | 1:37,155 | –        | –        | 22    |
| 107-Prozent-Zeit: 1:41,055 min (bezogen auf Q1-Bestzeit von 1:34,444 min) |                   |                      |          |          |          |       |

Anmerkungen
1. ↑  Alonso wurde wegen der Verwendung des achten Verbrennungsmotors, des jeweils achten und neunten Elementes von MGU-H und Turbolader sowie des jeweils siebten Elementes von Energiespeicher und Kontrollelektronik um 45 Startplätze nach hinten versetzt

### Rennen
| Pos. | Fahrer            | Konstrukteur         | Runden | Stopps | Zeit        | Start | Schnellste Runde |
| ---- | ----------------- | -------------------- | ------ | ------ | ----------- | ----- | ---------------- |
| 01   | Daniel Ricciardo  | Red Bull-TAG Heuer   | 56     | 2      | 1:37:12,776 | 04    | 1:37,449 (44.)   |
| 02   | Max Verstappen    | Red Bull-TAG Heuer   | 56     | 3      | + 2,443     | 03    | 1:37,376 (44.)   |
| 03   | Nico Rosberg      | Mercedes             | 56     | 3      | + 25,516    | 02    | 1:36,424 (44.)   |
| 04   | Kimi Räikkönen    | Ferrari              | 56     | 3      | + 28,785    | 06    | 1:37,466 (47.)   |
| 05   | Valtteri Bottas   | Williams-Mercedes    | 56     | 1      | + 1:01,582  | 11    | 1:39,199 (53.)   |
| 06   | Sergio Pérez      | Force India-Mercedes | 56     | 2      | + 1:03,794  | 07    | 1:39,328 (51.)   |
| 07   | Fernando Alonso   | McLaren-Honda        | 56     | 2      | + 1:05,205  | 22    | 1:38,291 (44.)   |
| 08   | Nico Hülkenberg   | Force India-Mercedes | 56     | 3      | + 1:14,062  | 08    | 1:37,793 (43.)   |
| 09   | Jenson Button     | McLaren-Honda        | 56     | 1      | + 1:21,816  | 09    | 1:38,740 (51.)   |
| 10   | Jolyon Palmer     | Renault              | 56     | 1      | + 1:35,466  | 19    | 1:39,350 (53.)   |
| 11   | Carlos Sainz jr.  | Toro Rosso-Ferrari   | 56     | 2      | + 1:38,878  | 16    | 1:39,243 (44.)   |
| 12   | Marcus Ericsson   | Sauber-Ferrari       | 55     | 2      | + 1 Runde   | 17    | 1:39,781 (55.)   |
| 13   | Felipe Massa      | Williams-Mercedes    | 55     | 3      | + 1 Runde   | 10    | 1:39,920 (53.)   |
| 14   | Daniil Kwjat      | Toro Rosso-Ferrari   | 55     | 3      | + 1 Runde   | 15    | 1:39,798 (43.)   |
| 15   | Pascal Wehrlein   | Manor-Mercedes       | 55     | 3      | + 1 Runde   | 21    | 1:39,653 (55.)   |
| 16   | Esteban Ocon      | Manor-Mercedes       | 55     | 2      | + 1 Runde   | 20    | 1:41,467 (45.)   |
| –    | Felipe Nasr       | Sauber-Ferrari       | 46     | 1      | DNF         | 18    | 1:40,490 (43.)   |
| –    | Lewis Hamilton    | Mercedes             | 40     | 1      | DNF         | 01    | 1:38,595 (31.)   |
| –    | Esteban Gutiérrez | Haas-Ferrari         | 39     | 3      | DNF         | 13    | 1:41,775 (37.)   |
| –    | Kevin Magnussen   | Renault              | 17     | 1      | DNF         | 14    | 1:43,379 (03.)   |
| –    | Romain Grosjean   | Haas-Ferrari         | 7      | 0      | DNF         | 12    | 1:42,142 (07.)   |
| –    | Sebastian Vettel  | Ferrari              | 0      | 0      | DNF         | 05    | –                |

Anmerkungen
1. ↑  Rosberg erhielt eine Zehn-Sekunden-Zeitstrafe für eine Kollision. An seiner Position änderte die Strafe allerdings nichts.
2. ↑  Ocon erhielt zwei Fünf-Sekunden-Zeitstrafen wegen Geschwindigkeitsüberschreitungen in der Boxengasse.

## WM-Stände nach dem Rennen
Die ersten zehn des Rennens bekamen 25, 18, 15, 12, 10, 8, 6, 4, 2 bzw. 1 Punkt(e).

### Fahrerwertung
| Pos. | Fahrer           | Konstrukteur                            | Punkte |
| ---- | ---------------- | --------------------------------------- | ------ |
| 01   | Nico Rosberg     | Mercedes                                | 288    |
| 02   | Lewis Hamilton   | Mercedes                                | 265    |
| 03   | Daniel Ricciardo | Red Bull-TAG Heuer                      | 204    |
| 04   | Kimi Räikkönen   | Ferrari                                 | 160    |
| 05   | Sebastian Vettel | Ferrari                                 | 153    |
| 06   | Max Verstappen   | Red Bull-TAG Heuer / Toro Rosso-Ferrari | 147    |
| 07   | Valtteri Bottas  | Williams-Mercedes                       | 80     |
| 08   | Sergio Pérez     | Force India-Mercedes                    | 74     |
| 09   | Nico Hülkenberg  | Force India-Mercedes                    | 50     |
| 10   | Fernando Alonso  | McLaren-Honda                           | 42     |
| 11   | Felipe Massa     | Williams-Mercedes                       | 41     |
| 12   | Carlos Sainz jr. | Toro Rosso-Ferrari                      | 30     |

| Pos. | Fahrer            | Konstrukteur                            | Punkte |
| ---- | ----------------- | --------------------------------------- | ------ |
| 13   | Romain Grosjean   | Haas-Ferrari                            | 28     |
| 14   | Daniil Kwjat      | Toro Rosso-Ferrari / Red Bull-TAG Heuer | 25     |
| 15   | Jenson Button     | McLaren-Honda                           | 19     |
| 16   | Kevin Magnussen   | Renault                                 | 7      |
| 17   | Jolyon Palmer     | Renault                                 | 1      |
| 18   | Pascal Wehrlein   | Manor-Mercedes                          | 1      |
| 19   | Stoffel Vandoorne | McLaren-Honda                           | 1      |
| 20   | Esteban Gutiérrez | Haas-Ferrari                            | 0      |
| 21   | Marcus Ericsson   | Sauber-Ferrari                          | 0      |
| 22   | Felipe Nasr       | Sauber-Ferrari                          | 0      |
| 23   | Rio Haryanto      | Manor-Mercedes                          | 0      |
| 24   | Esteban Ocon      | Manor-Mercedes                          | 0      |

### Konstrukteurswertung
| Pos. | Konstrukteur         | Punkte |
| ---- | -------------------- | ------ |
| 1    | Mercedes             | 553    |
| 2    | Red Bull-TAG Heuer   | 359    |
| 3    | Ferrari              | 313    |
| 4    | Force India-Mercedes | 124    |
| 5    | Williams-Mercedes    | 121    |
| 6    | McLaren-Honda        | 62     |

| Pos. | Konstrukteur       | Punkte |
| ---- | ------------------ | ------ |
| 07   | Toro Rosso-Ferrari | 47     |
| 08   | Haas-Ferrari       | 28     |
| 09   | Renault            | 8      |
| 10   | Manor-Mercedes     | 1      |
| 11   | Sauber-Ferrari     | 0      |